# Santana (Portel)
Santana is een plaats (freguesia) in de Portugese gemeente Portel en telt 628 inwoners (2001).